# Гай Карминий Галл
Гай Карминий Галл (лат. Gaius Carminius Gallus) — римский политический первой половины II века.
По одной версии, отцом Галла является консул-суффект 81 Луций Карминий Лузитаник, а по другой — консул-суффект 83 года Секст Карминий Вет. В 98/99 году он находился на посту легата при проконсуле Азии Гнее Педании Фуске Салинаторе. В 120 году Галл занимал должность консула-суффекта вместе с Гаем Ацилием Серраном.